# Salah Abu Seif
Salah Abu Seif (Il Cairo, 10 maggio 1915 – Il Cairo, 23 giugno 1996) è stato un regista, sceneggiatore e montatore egiziano.
È uno dei più famosi registi arabi, considerato il padre del realismo cinematografico egiziano. Molti dei 41 film da lui diretti sono stati definiti dei classici del cinema egiziano.

## Biografia
Nato al Cairo, nel quartiere di Boulaq, trovò - dopo aver studiato in una scuola professionale - impiego in una fabbrica tessile. Appassionato di cinema sin da ragazzo, conobbe il regista Niazi Mostafa venuto a girare un documentario, diventando - nel 1934 - suo assistente.
Lavorò come montatore negli studi Misr dalla fondazione dello studio nel 1935 fino al 1945, quando fece il suo debutto nella regia.

## Filmografia

### Regista
- La anam (1958)
- Ana Horra (1958)
- El banat waal saif, co-regia di Fatin Abdulwahhab e Ezz El Dine Zulficar (1960)
- Al Saqqa mat (1979)